# Monhystera labiata
Monhystera labiata är en rundmaskart som beskrevs av Daday 1903. Monhystera labiata ingår i släktet Monhystera och familjen Monhysteridae. Inga underarter finns listade i Catalogue of Life.